# Saint-Christophe-sur-Roc

Saint-Christophe-sur-Roc este o comună în departamentul Deux-Sèvres, Franța. În 2009 avea o populație de 588 de locuitori.